# Nikita Denise

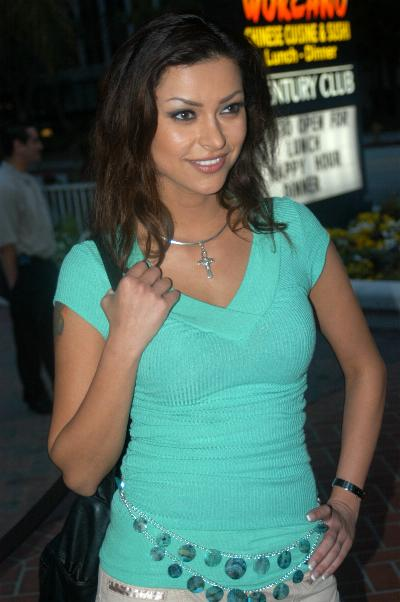
Nikita Denise bei den XRCO Awards 2005

Nikita Denise (* 25. Juli 1976 in der Tschechoslowakei; eigentlich Denisa Balážová) ist eine slowakisch-US-amerikanische Pornodarstellerin und -regisseurin. 2002 wurde sie mit dem AVN Award als Female Performer of the Year ausgezeichnet.

## Leben und Karriere
Nikita Denise ist als Tochter einer Slowakin und eines Tschechen bei der Mutter aufgewachsen. Sie hat bis zum Alter von 19 Jahren die Schule besucht und zog 1998 mit 22 Jahren ins kanadische Toronto, wo sie als Stripperin arbeitete.
Mit Unterstützung von Jill Kelly und der damaligen Strip-Kollegin Tiffany Mynx kam Denise zu einem Vertrag bei der „World Modeling“-Agentur von Jim South in Los Angeles. Ihre erste Filmszene spielte sie mit Mark Davis und David Luger in Rookie Cookies 6. Sie ist seit 1999 im Pornogeschäft tätig und wurde bereits nach drei Jahren bei den AVN Awards als die Darstellerin des Jahres ausgezeichnet. Am 15. August 2002 hatte sie einen Auftritt in der Howard Stern-Show.
Denise hat in mehreren Produktionen von Michael Ninn mitgewirkt. Sie war Darstellerin im Vampir-Porno Les Vampyres 2 von James Avalon, in La Femme Nikita Denise, dem Porno-Drama Turning Point mit Sydnee Steele sowie in I Dream of Jenna einer Porno-Adaption der Geschichte um Jeannie, den Flaschengeist und dem Science-Fiction-Porno Euphoria.
Aufgrund ihrer Heirat hat Denise inzwischen die US-amerikanische Staatsbürgerschaft. Laut eigener Aussage gehören auch Roma zu ihren Vorfahren.

## Auszeichnungen
- 2002: Adam Film World Award als „European Female Performer of the Year“
- 2002: AVN Award als „Female Performer of the Year“
- 2002: AVN Award für „Best Group Sex Scene, Video“ in Succubus
- 2003: AVN Award für „Best Sex Scene Coupling, Film“ in Les Vampyres 2
- 2003: AVN Award für „Best All-Girl Sex Scene“ in I Dream of Jenna
- 2008: AVN Award, nominiert für „Best Group Sex Scene, Video“ in I Dream of Jenna 2
- 2016: Aufnahme in die AVN Hall of Fame[1][2]

## Filmografie (Auswahl)
- 2001: Betrayed by Beauty
- 2001: Euphoria
- 2002: Les Vampyres 2
- 2002: I Dream of Jenna
- 2002: No Man’s Land 36
- 2002: La Femme Nikita Denise
- 2002: Lost Angels: Nikita Denise
- 2002: Turning Point
- 2003: La Femme Nikita Denise 2
- 2003: The Ozporns go to hell
- 2014: Cougar Coochie 7